# 馮顯宗
馮顯宗（1407年—？），字□昌，山西沁州武鄉縣人，明朝政治人物。進士出身。

## 生平
山西鄉試第七名。宣德五年（1430年）丁丑科會試第三十五名，殿試登進士第三甲第五十八名，授兵科给事中，改襄垣教谕。
曾祖父馮世良。祖父馮康，湖廣夷陵縣判官。父亲馮翊，陝西鄠縣儒學訓導。